# Марк Постумий
Марк Постумий (на латински: Marcus Postumius) e политик на Римската република от 5 век пр.н.е..
През 403 пр.н.е. той е консулски военен трибун.